# Luigi Pollari Maglietta
Luigi Pollari Maglietta (Modena, 1863 – Vicenza, 1949) è stato un generale e dirigente sportivo italiano, presidente del Vicenza Calcio nel 1920, già distintosi come ufficiale nel corso della guerra italo-turca, fu comandante del genio militare della 3ª, 1ª 4ª e 6ª Armata durante il corso della prima guerra mondiale. Promosso al rango di tenente generale nel 1919, era decorato con la Croce di Ufficiale dell’Ordine militare di Savoia e la Medaglia di bronzo al valor militare. Dopo l'esito negativo della battaglia di Caporetto che portò allo sfondamento del fronte italiano tenuto dalla 2ª Armata del generale Luigi Capello, egli fu convocato d’urgenza da Cadorna per un parere consultivo, su dove attestare la linea difensiva italiana, e fu lui a sconsigliare Cadorna di attestarsi sul fiume Tagliamento, che per conformazione male si adattava ad essere difeso, ripiegando invece sulla linea del Piave.

## Biografia
Nacque a Modena nel 1863 all’interno di una famiglia della buona borghesia cittadina, dopo aver condotto regolari studi si arruolò nel Regio Esercito entrando presso la Regia Accademia di Artiglieria e Genio di Torino, da cui uscì con il grado di sottotenente del genio nel corso del 1882.

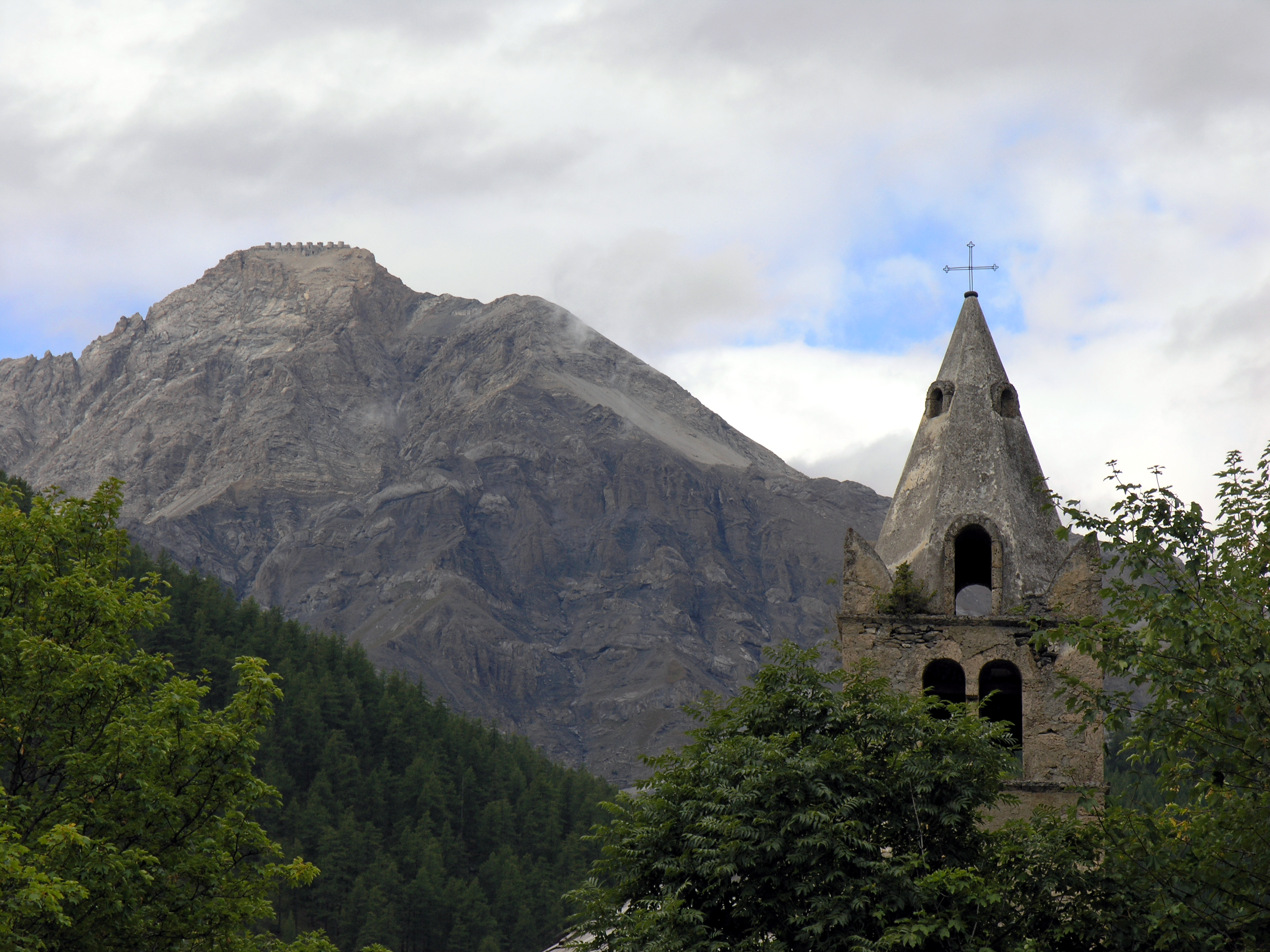
La batteria da 149/35 del Forte Chaberton vista dal basso.

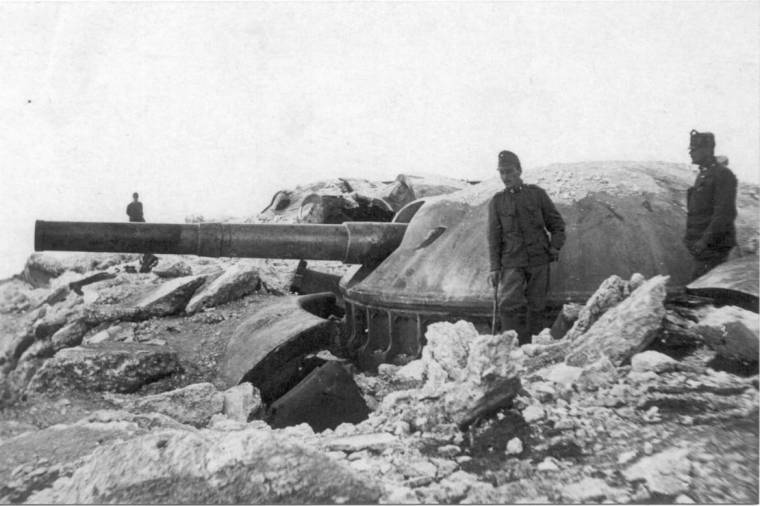
Una torre con pezzo d'artiglieria da 149/35 A del Forte Verena fotografata dopo l'occupazione austriaca.

Prestò servizio di guarnigione a Piacenza, Venezia, Bologna e La Spezia, distinguendosi particolarmente a Venezia dove completò una monografia sulla laguna veneta e dei fiumi Sile e Piave che ebbe utile impiego durante il corso della prima guerra mondiale. Inoltre risalì a bordo di vaporetti lagunari il fiume Po, con a bordo personale del genio in viaggio d’istruzione, raggiungendo la città di Piacenza per dare risalto ed impulso alla navigazione fluviale civile. Promosso capitano frequentò la Scuola di guerra, passando poi in servizio, nel corso del 1897, presso la Direzione del Genio Militare di Torino. In quegli anni il Regno d’Italia aderiva alla Triplice Alleanza, e nel 1898 egli ricevette l’incarico di elaborare un piano per la realizzazione di nuove opere fortificate difensive sul settore alpino occidentale al confine con la Francia. La principale opera da lui progettata in quel settore fu il Forte Chaberton posto a 3.130 m di quota sulla cima dell’omonimo monte, ed armato con 8 cannoni Armstrong da 149/35 A. in torretta corazzata tipo A.M., che venne terminata nel 1907. Promosso maggiore per meriti eccezionali nel gennaio 1903 all’inizio del 1908 fu trasferito nuovamente a Venezia per seguire i lavori del campo trincerato posto a difesa della città, venendo poi mandato a Padova nel 1910 dove si occupò di attività pubblicistica e venne promosso tenente colonnello. Con lo scoppio della guerra italo-turca chiese, ed ottenne di partecipare alla spedizione, venendo assegnato in forza alla 2ª Divisione speciale, posta agli ordini del generale Ottavio Briccola, come comandante del genio divisionale. Sbarcato a Bengasi al seguito delle truppe realizzò in poco tempo un campo trincerato a difesa della città, composto da ridotte e fortini armati con pezzi d’artiglieria da 75 mm distanti tra di loro 3 km. Inoltre la città fu circondata da un muro di sicurezza alto 4 m e lungo 7 km le cui estremità si trovavano sulla riva del mare. Trasferitosi a Derna, e poi a Tobruk per curarne le opere difensive, l’8 ottobre 1912 prese parte al combattimento denominato del Marabutto di Sidi Abdallah (Derna) per il quale fu decorato di Medaglia di bronzo al valor militare. Promosso colonnello per meriti di guerra rientrò in Patria per assumere la direzione del genio militare di Verona, considerato uno dei comandi più importanti del nord Italia, in quanto a quell’epoca l’Impero austro-ungarico aveva in avanzata fase di realizzazione una moderna cintura difensiva dotata di moderne fortificazioni permanenti. Per controbattere efficacemente tali fortificazioni egli realizzò alcune opere campali per la sistemazione di una dozzina di obici da 280 mm, divenute estremamente utili nei primi giorni di guerra.
Con lo scoppio della guerra il 24 maggio 1915, assunse il comando del genio del V Corpo d’armata prendendo parte nel corso dell’estate ad una ricognizione che portò nel mese di settembre alla rioccupazione del Monte Costone, caduto in mano agli austriaci in giugno. Nel settembre 1915 assunse l’incarico di comandante del genio della 3ª Armata operante nel settore dell’Isonzo, venendo promosso maggiore generale per meriti di guerra verso la fine dell’anno. Dopo che l’alto comando austriaco ebbe lanciato la Strafexpedition il nuovo comandante della 1ª Armata, generale Guglielmo Pecori Giraldi, chiese, ed ottenne che egli assumesse anche il comando del Genio della 1ª Armata. In quei giorni il Comando Supremo costituì una nuova armata, la 5ª al comando del generale Pietro Frugoni, che avrebbe dovuto bloccare il nemico in caso questi fosso sboccato sulla pianura padana. In quel frangente il generale Cadorna gli diede istruzioni particolari per realizzare opere difensive a nord ovest di Vicenza e attorno a Treviso e lungo il corso del fiume Sile. Dopo la fine dell’emergenza rientrò presso il comando del genio della 3ª Armata per partecipare alla conquista di Gorizia nell’estate del 1916. Verso la fine di quell’anno, su disposizione del Comando Supremo, fu posto al comando della Direzione Generale dei Lavori di Difesa (D.G.L.D.) dove rimase fino al suo scioglimento avvenuto alla metà del 1917, passando poi al comando del genio della 4ª Armata, posizionata nel settore del Cadore. Entrato in urto con il comandante dell’armata, generale Mario Nicolis di Robilant, rimase a Belluno solo tre mesi per ritornare a disposizione del Comando Supremo a Udine, ed inviato in missione ispettiva a Taranto. Dopo il nefasto esito della battaglia di Caporetto che portò allo sfondamento del fronte italiano tenuto dalla 2ª Armata del generale Luigi Capello egli fu convocato d’urgenza da Cadorna per un parere consultivo, e in quello stesso colloquio ricevette l’ordine di predisporre le difese sul fiume Piave, per passare quindi a quelle dell’Adige e del Po, ricevendo pieni poteri indipendenti da quelli del comando militare del genio. Il 30 ottobre prese parte all’incontro tra Cadorna e il generale francese Ferdinand Foch in cui illustrò a quest’ultimo il piano di difesa italiano del Piave. Dopo la sostituzione di Cadorna alla testa del Regio Esercito con Diaz, gli fu affidato il comando del genio della 6ª Armata operante sugli altopiani, dove realizzò tre linee di resistenza tra la Val d'Astico e la Val Brenta, e numerose opere minori. Tali difese consentirono all’armata di resistere brillantemente durante l’offensiva lanciata dal nemico il 15 giugno 1918, e terminata nella giornata del 25 con il ritorno degli austro-ungheresi sulle linee di partenza. Per tale merito fu poi elevato al rango di tenente generale, studiando nel contempo come rifornire le truppe di armi, viveri e munizioni in vista di una vasta manovra offensiva da realizzarsi nella primavera del 1919 che avrebbe portato l’esercito imperiale al collasso. Tale evento si realizzò nel novembre 1918, e subito dopo il termine delle operazioni il generale Pietro Badoglio, Sottocapo di stato maggiore, lo nominò Ispettore Tecnico delle Direzioni Militari di lavoro per le Provincie Liberate e Redente con il compito di sovraintendere alla fase iniziale dell’avvio delle opere di ricostruzione, operando parallelamente al neocostituito Ministero delle Terre Liberate. Tale compito lo portò ad operare in un mondo che lui non conosceva, fatto di speculatori di ogni genere, fidandosi dei propri collaboratori che pensava fossero onesti come lui iniziarono a circolare voci di sperpero di denaro pubblico, tanto che per la realizzazione di una linea filoviaria tra Marostica e il passo del Pùffele con prolungamento ad Asiago fu sottoposto a procedimento giudiziario presso il Tribunale militare di Verona dal quale uscì assolto da ogni accusa il 15 agosto 1922. Lasciato il servizio attivo nel 1924 si dedicò all’insegnamento e all’attività tecnica privata fino alla sua morte, avvenuta a Vicenza nel 1949.

### Presidenza del Vicenza Calcio
Il tenente generale Luigi Maglietta assunse la presidenza del Vicenza Calcio nella stagione 1920-1921, succedendo all'imprenditore Giacomo Sartea, ma già nel settembre 1920 dovette dimettersi in quanto trasferito e al suo posto venne nominato il cavaliere Riccardo Sebellin.

## Pubblicazioni
- La crisi dell’Arma del Genio, Premiata Società Cooperativa Tipografica, Padova, 1910.
- Come si potrebbe ridar valore alle installazioni delle artiglierie in barbetta, in Rivista d’artiglieria e genio, Roma, 1910, volume III.
- L’occultamento delle opere in fortificazione, in Rivista d’artiglieria e genio, Roma, 1911, volume II.
- Gli insegnamenti della grande guerra, Ausonia, Roma, 1931.
- Il servizio idrico nella grande guerra 1915-1918, in Rivista d’artiglieria e genio, Roma, marzo-aprile 1933.
- Concetti di costruzione e di manovra per il gittamento di un ponte volante, in Rivista d’artiglieria e genio, Roma, ottobre 1934.

### Annotazioni
1. ↑  Nel giugno di quello stesso anno Maglietta accompagnò il generale Durand de la Penne in vetta al Monte Chaberton a bordo di un’automobile, per un’accurata ispezione sull’opera in corso di realizzazione.
2. ↑  Tra i primi provvedimenti presi vi fu il completamento del campo trincerato di Treviso e delle difese lungo il corso del Sile, organizzando la difesa dei monti Tomba, Salder e del Montello, e studiando la realizzazione di un campo trincerato a difesa di Padova.
3. ↑  Dispaccio n.5141 di protocollo G.M. indirizzato da Cadorna ai vari comandi, compresso quello generale del genio.
4. ↑  Il Ministero delle Terre Liberate fu ufficialmente costituito nel maggio 1919.

### Fonti
1. 1 2 3 4 5 6 7 8 9 10 11  Rinaldi 1996, p. 4.
2. 1 2  Vento 2010, p. 420.
3. 1 2  Rinaldi 1996, p. 6.
4. 1 2 3 4 5 6  Rinaldi 1996, p. 7.
5. 1 2 3 4 5 6 7  Rinaldi 1996, p. 8.
6. 1 2 3 4  Rinaldi 1996, p. 9.
7. 1 2 3 4 5  Rinaldi 1996, p. 10.
8. 1 2 3 4  Rinaldi 1996, p. 11.
9. 1 2 3 4  Rinaldi 1996, p. 12.
10. 1 2 3 4  Rinaldi 1996, p. 13.
11. 1 2 3 4 5  Rinaldi 1996, p. 14.
12. 1 2 3 4  Rinaldi 1996, p. 15.
13. ↑   1919-1930: Si ricomincia [collegamento interrotto], su vicenzacalcio.com, Vicenza Calcio.
14. ↑   Luigi Maglietta, su museovicenzacalcio1902.net. URL consultato l'8 luglio 2019 (archiviato dall'url originale il 7 luglio 2019).
15. ↑   Presidenti, su museovicenzacalcio1902.net. URL consultato l'8 luglio 2019 (archiviato dall'url originale il 12 giugno 2018).
16. ↑   Giacomo Sartea, su museovicenzacalcio1902.net. URL consultato l'8 luglio 2019 (archiviato dall'url originale il 7 luglio 2019).
17. ↑   Riccardo Sebellin, su museovicenzacalcio1902.net. URL consultato l'8 luglio 2019 (archiviato dall'url originale il 7 luglio 2019).
18. ↑  Sito web del Quirinale: dettaglio decorato.
19. ↑  Bollettino Ufficiale 24 maggio 1919, dispensa 33ª, pagina 2281.

### Pubblicazioni
- Carlo Rinaldi, Il generale del genio Pollari Maglietta, in Storia Militare, n. 29, Parma, febbraio 1996,  pp. 4-15, ISSN 1122-5289 (WC · ACNP).
- Sergio Pelagalli, Esoneri dal comando nella Grande Guerra, in Storia Militare, n. 215, Parma, Ermanno Albertelli Editore, agosto 2011,  pp. 17-23, ISSN 1122-5289 (WC · ACNP).